# 香港紅十字會
香港紅十字會（英語：Hong Kong Red Cross）是香港成立於1950年的一個慈善團體，作為國際红十字與红新月運動在香港的代表組織，積極推動社群，本著人道理念與志願服務精神，竭力保護生命、關懷傷困、維護尊嚴。自1976年起在香港依據《香港紅十字會條例 （页面存档备份，存于）》（香港法例第1129章）成為法定團體運作。
根據國際紅十字會規定，一個國家只能有一個屬會作為代表，並必須建立在獨立國家的領土之內。香港紅十字會成立時香港是英國殖民地，因此它便成為英國紅十字會的分會。當時香港紅十字會又稱為「英國紅十字會（香港分會）」。1990年起，香港紅十字會由英國紅十字會一個海外屬會升格為與蘇格蘭和北愛爾蘭同級的分會，享有高度自治及自主權。
因應中華人民共和國於1997年7月1日對香港行使主權，香港紅十字會與英國紅十字會的制度聯繫改為與中國紅十字會聯繫，其他情況類似的香港國際志願組織亦作出相應改變。1997年4月15日，中國紅十字會發出公告，確認香港紅十字會於1997年7月1日起成為中國紅十字會分會，公告列明：
「香港紅十字會作為中國紅十字會的一個享有高度自治的地方分會，它將根據《中華人民共和國香港特別行政區基本法》和香港特別行政區政府的法律，自行制定或修改香港紅十字會的章程，負責處理會內一切事務，包括內設機構、行政決策、運作模式、人事任命、資產管理、服務內容與方式等。《中華人民共和國紅十字會法》和《中國紅十字會章程》不應用於香港紅十字會。」
香港立法會於2000年6月正式通過《1999年法律適應化修改(第17號)條例草案》為香港紅十字會在新政治環境下的高度自治提供法律基礎。
紅十字標誌在全球被認為是幫助、保護和救濟的象徵，具有法律地位，使用紅十字標誌受到《日內瓦公約》和《香港紅十字會條例 （页面存档备份，存于）》（香港法例第1129章）所保護。紅十字會標誌在和平時期具有標明性用途，用以表示有關人員和組織按國際紅十字會原則及宗旨運作。在衝突時期，標誌具保護性用途，向衝突各方標示受《日內瓦公約》保護的人員與物品，包括醫療人員、設施和運輸工具等。今時今日，國際衝突日益減少，最常見的衝突發生於國家執法部門與其公民之間。聯合國現正商討可能的共識作法 （Working Protocol），透過進一步延伸《日內瓦公約》的涵蓋範圍，加強保障醫療人員及平民在國內衝突中的權利。

## 歷史
由於1949年中國政局發生變化，香港人口激增到200萬人，其中一半為新移民。同年英國紅十字會派員訪港，獲當時的港督葛量洪同意設立香港分會，主要負責為其他分會提供查詢渠道及組織救濟來自中國的難民的服務。香港紅十字會於1950年7月12日正式成立，由當時的醫務衛生總監出任主席，直到1952年得到防癆會的協助借出地方才有正式的辦公室。

### 早期工作
香港紅十字會通過紅十字會的國際網絡協助因戰亂而失散的家庭尋找親屬，同時幫助將因第二次世界大戰而流落在亞洲地區的難民遺返原居國。1950年韓戰爆發，期間香港紅十字會將食物及藥品運到日本給獲釋的戰俘，1953年韓戰結束後，美國紅十字會與中國紅十字會協議，由香港紅十字會於中港邊境遞交食物及生活用品的物資包裹給被扣的外籍人士，這項於每月15日及30日運送包裹的人道服務直到1979年，在最後一名被扣人士獲釋後才告結束。
1952年成立捐血服務部，在香港郵政總局三樓每星期共三晚為預約的捐血人士抽取血液。同年11月在亞皆老街九龍醫院提供同類服務，收集到的血液送到九龍醫院及瑪麗醫院儲存。
自1953年香港紅十字會開展將從外國捐贈的衣物進行分類、貯藏及分派的工作，協助社會福利署的備災及救災後勤工作，同年的石硤尾大火經香港紅十字會派發的棉被及衣物高達18萬件，受惠人數約44,000人。
1954年由一群美籍婦女組成的義工隊停止為荔枝角醫院服務，香港紅十字會遂填補是項服務，聘請一名專責教師在荔枝角醫院開辦一間醫院小學，令病童可繼續學習。1956年在嘉諾撒聖方濟各書院成立第一隊紅十字會青年團。

### 中期工作
1957年香港紅十字會喬遷到面積約1,000平方呎位於中環皇后大道香港滙豐總行大廈的新會址，而舊址已經於1979至81年內被拆卸重建，由香港上海滙豐銀行免費提供，象徵香港紅十字會踏入新階段。1959年成立流動眼科診所。
1962年鬧水荒而實施四天供水一次的制水措施，同年7月香港發現霍亂疫症，政府重開尖沙咀漆咸道檢疫隔離營，而尖沙咀隔離營現已重建為香港科學和歷史博物館，香港紅十字會負責照顧營內被隔離人士之衣物供應及福利。同年9月颱風「溫黛」襲港，受災人數高達46,000多人，在風災翌日即展開救濟工作，在1週內為15,000多名無家可歸的災民服務。期間一度出現物資不足，需要英國總會空運5,000張毛毯到港及撥款在港採購物資。同年在觀塘開辦「雅麗珊郡主兒童安置所及學校」，為殘障兒童（主要是患小兒麻痺症）提供教學及住宿照顧。直到1965年醫院學校服務已擴展到7間醫院。

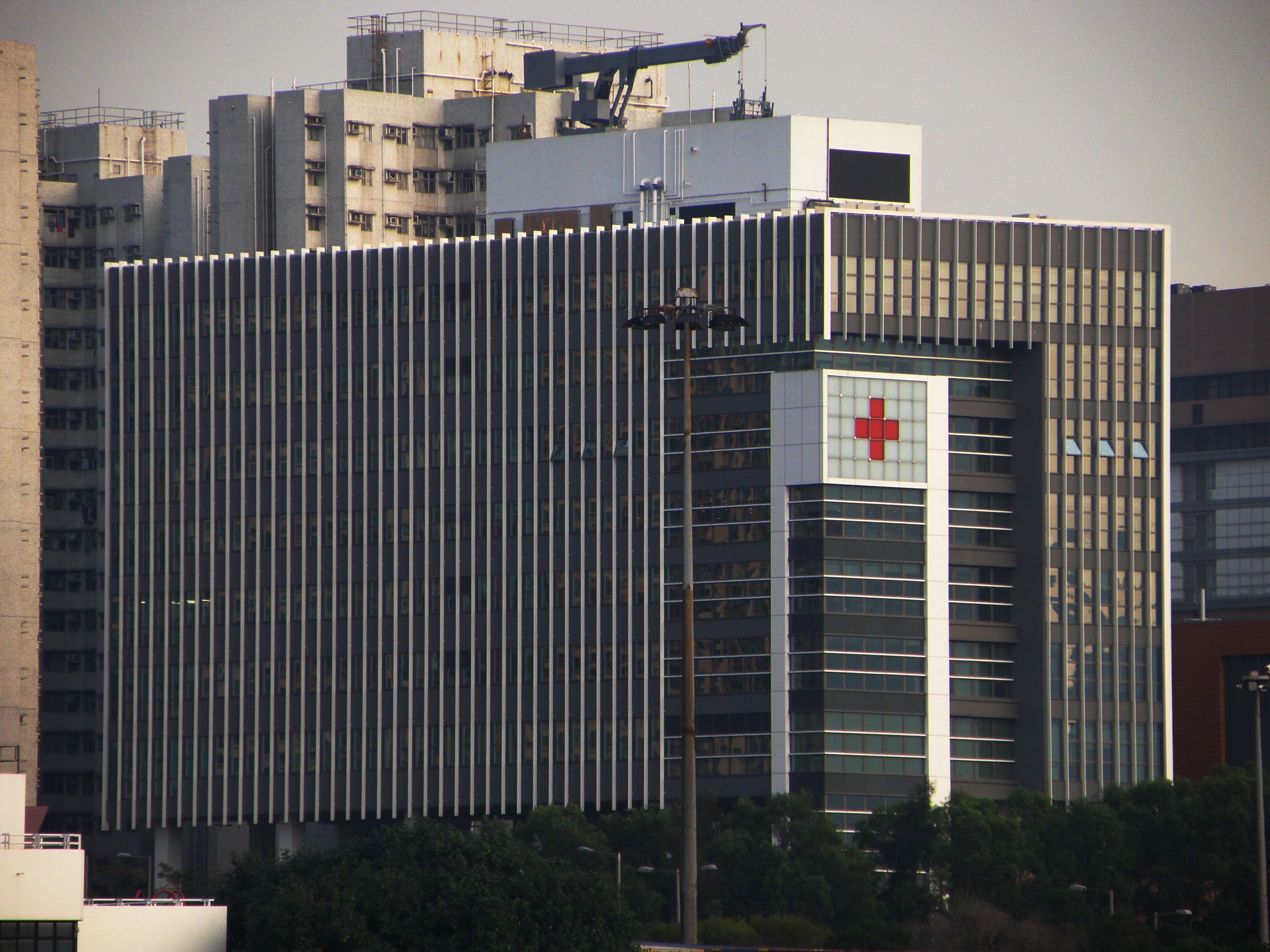
位於西九龍的香港紅十字會總部邵逸夫樓

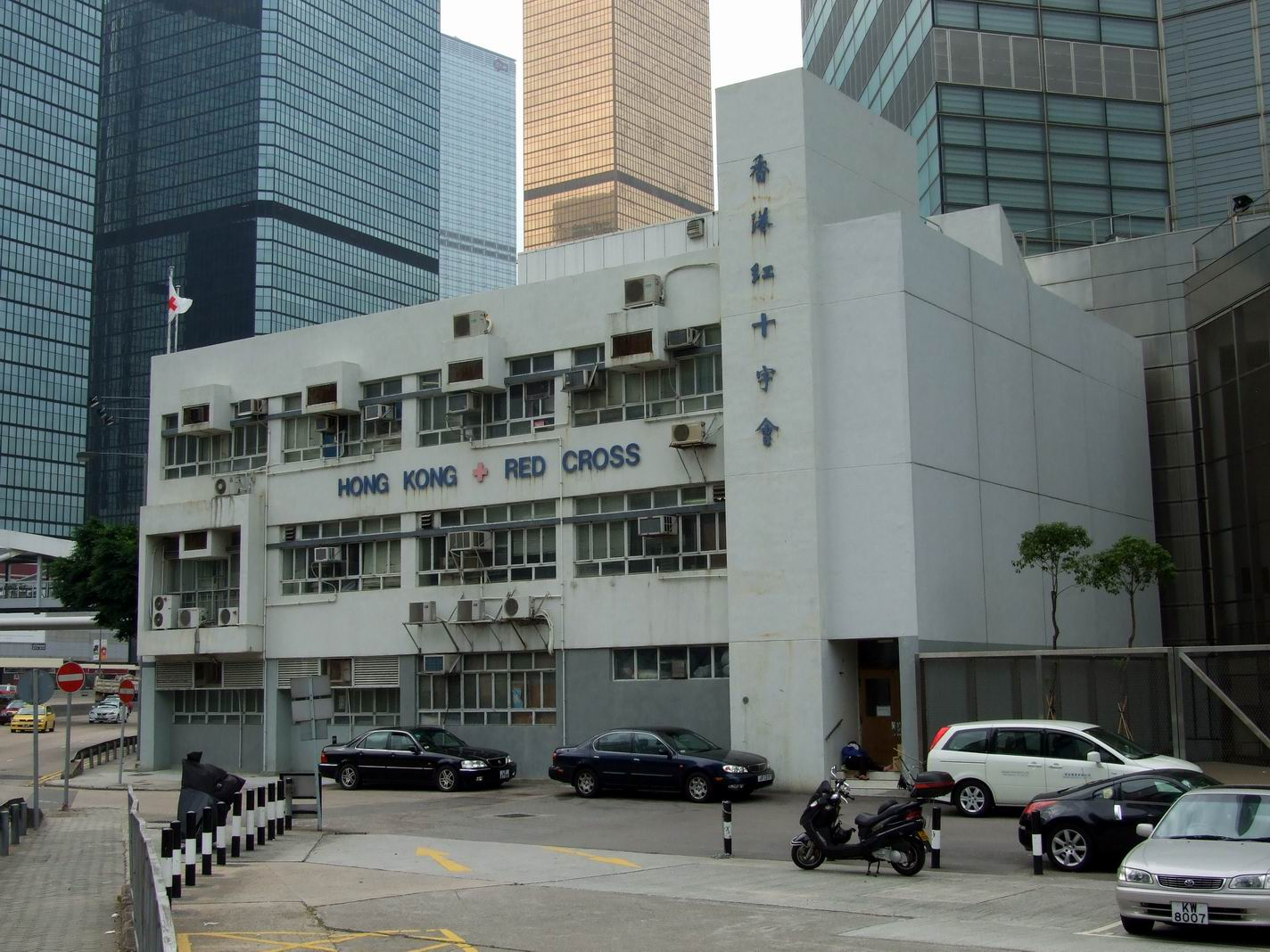
位於香港島金鐘的舊柏立基夫人紅十字會總部，歷史悠久

位於金鐘夏慤道的「柏立基夫人紅十字會總部」（Anne Black Hong Kong Red Cross Headquarters）在1965年10月正式啟用。1966年在慈雲山新區第47座翼樓成立「慈雲山紅十字會學校」，是獲政府津貼的全日小學，同樣為殘障兒童而設立。而在大口環的「甘迺迪中心」於1967年啟用，為弱能兒童及青少年安排綜合教育及訓練課程，亦提供住宿。1968年在慈雲山新區第21座開辦傷殘青少年宿舍，同年大嶼山「石壁渡假營舍」啟用。
1969年香港紅十字會成為香港公益金會員機構。位於大口環的「瑪嘉烈戴麟趾紅十字會學校」則於1973年投入服務，同年流動捐血車投入服務。

### 越南船民
1975年越戰結束，政權易手，引發大規模的逃亡潮。5月丹麥貨櫃輪「嘉娜馬士基號」（Clara Maersk）載來首批共3,743名越南船民到港。香港紅十字會組織一支50人的隊伍為暫棲軍營的船民提供服務。當1979年美、英等多個西方國家在日內瓦簽署國際公約，在英國政府代表的同意下，香港成為「第一收容港」（Port of First Asylum），無條件收容越南船民。滯港而未及被外國收容的越南船民日益増加，5月聯合國難民事務高級專員要求香港紅十字會接管「北啟德難民營」，於8月1日正式接管，隨即由禁閉羈留中心轉變為開放式收容中心，越南船民可出外工作。同時擴充「北啟德診所」成為醫療中心，提供門診及收容患重病的越南船民留院治療。直到1987年3月1日才徹出「北啟德難民營」，將管理責任移交基督教勵行會接管，而原址部份設施已移交予明愛家庭服務接管。

## 贊助人、會長及主席成員
- 贊助人：李家超先生，GBM，SBS，PDSM，PMSM
- 副贊助人：董趙洪娉女士，JP
- 會長：何驥先生
- 主席：劉楚釗醫生，GMSM，MH，JP
- 副主席：曾韻雯女士、袁漢榮先生，PMSM
- 義務司庫及財務委員會主席：袁鯤濤先生
- 審計委員會主席：鄒均賀先生
- 管治委員提名及發展委員會主席：馮文珊女士
- 會員及義工發展委員會主席：蕭景威先生
- 香港紅十字會輸血服務中心醫院管治委員會主席：陳子政先生，BBS，JP
- 特殊教育及復康服務管治委員會主席：方長發先生，JP
- 備災及緊急應變策略委員會主席：蕭粵中醫生
- 社區健康策略委員會主席：曾浩輝醫生，BBS
- 社會凝聚及共融策略委員會主席：蕭觀明先生

### 歷任主席
- Dr. Isaac Newton（1949 - 1951年）
- 楊國璋醫生（1951年 - 1952年）
- Mr. K. Keen（1953 - 1954年，署理，1954年1月 - 3月）
- 楊國璋醫生（1954年 - 1957年）
- 戴麟趾爵士夫人（1957年6月 - 10月）
- 黃宣平先生（1957年 - 1968年）
- 邵逸夫爵士（1969年 - 1973年）
- 鄭棟材先生（1973年 - 1998年）
- 楊鐵樑爵士（1998年 - 2012年）
- 羅榮生先生（2012年 - 2017年）
- 胡郭秀萍女士（2017年 - 2020年）
- 蔡永忠先生（2020年 -2023年）
- 劉楚釗醫生  (2023年 - 現在 )

## 輸血服務
香港紅十字會自1952年開始推動志願捐血（無償獻血）活動，並一直堅持志願捐血的原則。當年成立捐血服務部，首個血液收集站設於郵政總局。全年收集得逾400單位血液。由1954年至1966年間，志願捐血人士大部份是駐守香港的英國士兵及其他過境的外國士兵，佔整體捐血者64.0%至81.3%，其次為居住在港的外籍人士 。當時本地華人並不熱衷志願捐血，但情況到了六十年代中期開始有所轉變，本地華人志願捐血的比例漸漸上升。七十年代初期，本地居民（華人及外籍人士）捐血比例開始超過50%，當中有賴香港紅十字會改變策略，主動與政府部門、社團及學校合作，向紀律部隊及學生收集血液，並加強本地宣傳志願捐血的人道主義精神。另外，本地居民對捐血的態度亦由抗拒變為接受，也是比例上升原因之一，當中本地青少年的積極參與功不可沒。於1974-75年間，捐血年齡首次降至16歲，本地青少年捐血比例高達32.1%。1974年，港英政府開始資助香港紅十字會全面發展輸血服務。香港紅十字會亦進一步深入研究血液收集、化驗、貯存以至分發程序等各方面的工作。1981年，所有捐血人士當中有90%為本地華籍居民，這正式標誌著香港的血液供應服務由受助轉為自助。1984年，香港紅十字會輸血服務中心正式成立，其位於九龍油麻地京士柏道的大樓亦開始運作。

### 與醫管局合作提供輸血服務
為配合本地公共醫療服務管理的改革，於1991年，香港紅十字會與醫院管理局簽定協議，把收集和處理血液和血液成份工作的管理和監控，連同相關的物業、設施和運作，轉交並指派予醫院管理局負責。香港紅十字會提供輸血服務的開支得到醫院管理局恆常資助。根據香港紅十字會的年報所示，2014至2019年度輸血服務佔香港紅十字會的年度開支（不計算海外賑災及發展工作）約為45.1% 至58.4% 。中心現時隸屬九龍中聯網。根據《醫院管理局條例》第13(2)(b)條，香港紅十字會輸血服務中心必須成立其“醫院管治委員會”，即是現時的「香港紅十字會輸血服務中心管治委員會」，以監察服務的管理。該委員會屬於醫管局架構內，成員由醫管局和香港紅十字會提名出任，主席須由醫管局委任，醫院管理局行政總裁(或其代表)及醫院行政總監為委員會當然成員。香港紅十字會輸血服務中心由政府資助，醫管局負責掌管及管理，中心的人員均直接受僱於醫院管理局。根據醫管局2018-2019年報，輸血服務中心共有480名全職人員。除行政管理外，輸血服務中心的財務管理亦由醫院管理局負責。香港紅十字會沒有參與香港紅十字會輸血服務中心日常運作及人事管理，但透過義工及社區網絡協助招募志願捐血人士。

### 挑戰
血庫存量受週期性及結構性因素影響。每年冬季，由於流感病患增加，醫院對血液需求上升，而流感亦令合格的血液數量下降，因此血庫於冬季一般較為緊張。另外，香港人口逐漸老化，除了一般貧血病人、手術及孕婦分娩外，更多長期病患者需要輸血服務。在香港學制改革下，中學再沒有「中七生」，符合資格捐血的中學生數目大減，令捐血人數不時低於每日1,100人的目標。另外，近年受社會氣氛影響，不時有社會人士呼籲杯葛捐血。這些因素為香港紅十字會輸血服務中心帶來考驗。2014-15年至2018-19年度期間，捐血人數及捐血數量皆呈下降趨勢（見表一）。中心不時因應血庫存量不足呼籲香港市民捐血。2017年，中心曾九度發出「血存量嚴重短缺」的緊急呼籲，更用上「嚴峻」、「下降至警戒水平」、「極度短缺」等字眼。
| 年度    | 捐血人數(人) | 血液(袋) | 男    | 女    |
| ------- | ------------ | -------- | ----- | ----- |
| 2014/15 | 167,794      | 255,609  | 52%   | 48%   |
| 2015/16 | 169,438      | 259,489  | 51%   | 49%   |
| 2016/17 | 169,932      | 254,367  | 48%   | 52%   |
| 2017/18 | 165,087      | 248,218  | 52.6% | 47.4% |
| 2018/19 | 142,603      | 219,948  | 54.2% | 45.8% |
| 2019/20 | 145,262      | 221,919  | 52.3% | 47.7% |

## 急救服務
香港紅十字會本著人道、公正、中立等原則提供救助，「不因國籍、種族、宗教信仰、階級和政治見解而有所歧視，僅根據需要，努力減輕人們的疾苦，優先救濟最有需要的人」，而且「在衝突雙方之間不採取立場，任何時候也不涉及參與政治、種族、宗教或意識形態的爭論」。急救服務是香港紅十字會的核心志願服務之一，香港紅十字會的義務急救員為團體、公司機構、學校、多個大型活動（如大型體育賽事及遊行）等提供急救服務。2014年「佔中事件」期間，香港紅十字會金鐘總部連續提供76天急救服務，義務急救員日夜輪流當值，為香港紅十字會單次最長急救服務紀錄。2017年6月起，急救服務制定一套急救服務標準行動程序，並設立急救員資料庫，以便有需要時能有系統地動員，更有效地回應社會需要。

## 轄下部門及其他服務

### 青年發展服務
制服團隊
香港紅十字會自1956年開始推動紅十字制服團隊的工作，最初以青年學生為主要對象。經歷多年後，以青年人為對象的制服團隊已增至三種，包括供小學生參加的少年團、針對中學生的青年團及讓十七歲以上人士參與的成人團，另外亦有供長者參加的耆英團。
香港紅十字會少年團（Junior Unit, JU）一般附設於小學和青年中心，部分分區總部亦有舉辦公開團，供學校未有開設紅十字少年團的學生參加。會員年齡約由8歲至12歲。
香港紅十字會青年團（Youth Unit, YU；1996年及以前稱為Cadet Unit, CU）一般附設於中學和青年中心，分區總部亦有舉辦公開團，供學校未有開設青年團的學生參加。各青年團由香港紅十字會的5個分區總部，按地區各自統籌。會員年齡由12歲﹙或滿11歲的中一學生﹚至17歲。
香港紅十字會成人團（Adult Unit, AU）附設於香港5個紅十字會的分區總部，會員年齡由17歲起。
香港紅十字會耆英團（Elderly Unit, EU）一般附設長者中心，由紅十字會總辦事處負責統籌。年滿50歲而認同紅十字精神的人士可申請入團。
依不同地域，分由五個總部管理，每個總部再細分各區，由全職和義務職員負責統籌團隊活動；而耆英團則由紅十字會總辦事處負責統籌。每年定期舉辦的週年活動有大會操、急救比賽、護理比賽、最佳服務主題計劃比賽、世界紅十字日、社區健康推廣、國際交誼活動等。下列是各個總部及其分區列表：
- 港島總部（HKID）
  - 東區一、東區二、灣仔區、中西區、南區
- 西九龍總部（WKD）
  - 九龍城北區、九龍城南區、深水埗東區、深水埗西區、油尖旺南區、油尖旺北區
- 東九龍總部（EKD）
  - 觀塘東區、觀塘西區、黃大仙區、慈雲山區、將軍澳區、調景嶺區
- 新界西總部（WNTD）
  - 葵青一區、葵青二區、荃東區、屯門一區、屯門二區、元朗區
- 新界東總部（ENTD）
  - 沙田南區、沙田北區、大埔區、北區

成人義工隊：成人義工隊是香港紅十字會另一種志願服務的隊伍，但不設制服。成人義工隊也是一個途徑讓熱心人士參與義務及人道工作。

### 醫護服務部
- 社區健康教育
- 急救訓練

香港紅十字會提供香港特別行政區政府認可的急救證書課程;開辦其他不同種類及形式之急救課程(如心肺復甦法證書課程、基本急救課程等)及急救講師培訓課程。每年開辦逾1,000班急救課程，報讀人數約30,000名，培訓出的合資格急救員約11,000名。
- 「紅十字急救通」流動應用程式(已取消)

2014年8月香港紅十字會推出流動應用程式「紅十字急救通」，是首個中文繁體字版的國際紅十字急救流動應用程式。這免費程式可於App Store及Google Play下載，內容涵蓋21項日常急救情景，以及17類常見災害及突發事故的預防和應對。內容既符合國際紅十字會急救標準，又配合香港實況，更正港人常見的急救謬誤，逐步指示應急步驟，兼配以短片及動畫示範講解，簡單易明。加上所有內容均為預載，可隨時離線閱讀；又與緊急熱線999整合，可在程式中隨時撥打999求救。
- 健康護理訓練

香港紅十字會致力培育有志者服務於傷困、患病及殘疾人士等。透過多元化的護理課程，提升本港護理質素。課程對象主要是職護理人員，有意投身長者護理工作的人士，病患者親友或照顧員及社會人士。

### 國際及賑災服務部
香港紅十字會提供以下服務：
- 緊急賑災
- 災後重建
- 備災及發展

### 特殊學校及宿舍
香港紅十字會本著人道精神，關懷身體弱能及傷病學童，提供全人教育，培養其尊重生命的價值，俾能克服困難，盡展潛能，建立尊嚴及自信心，融入社群，達致豐盛人生，對社會作出貢獻。

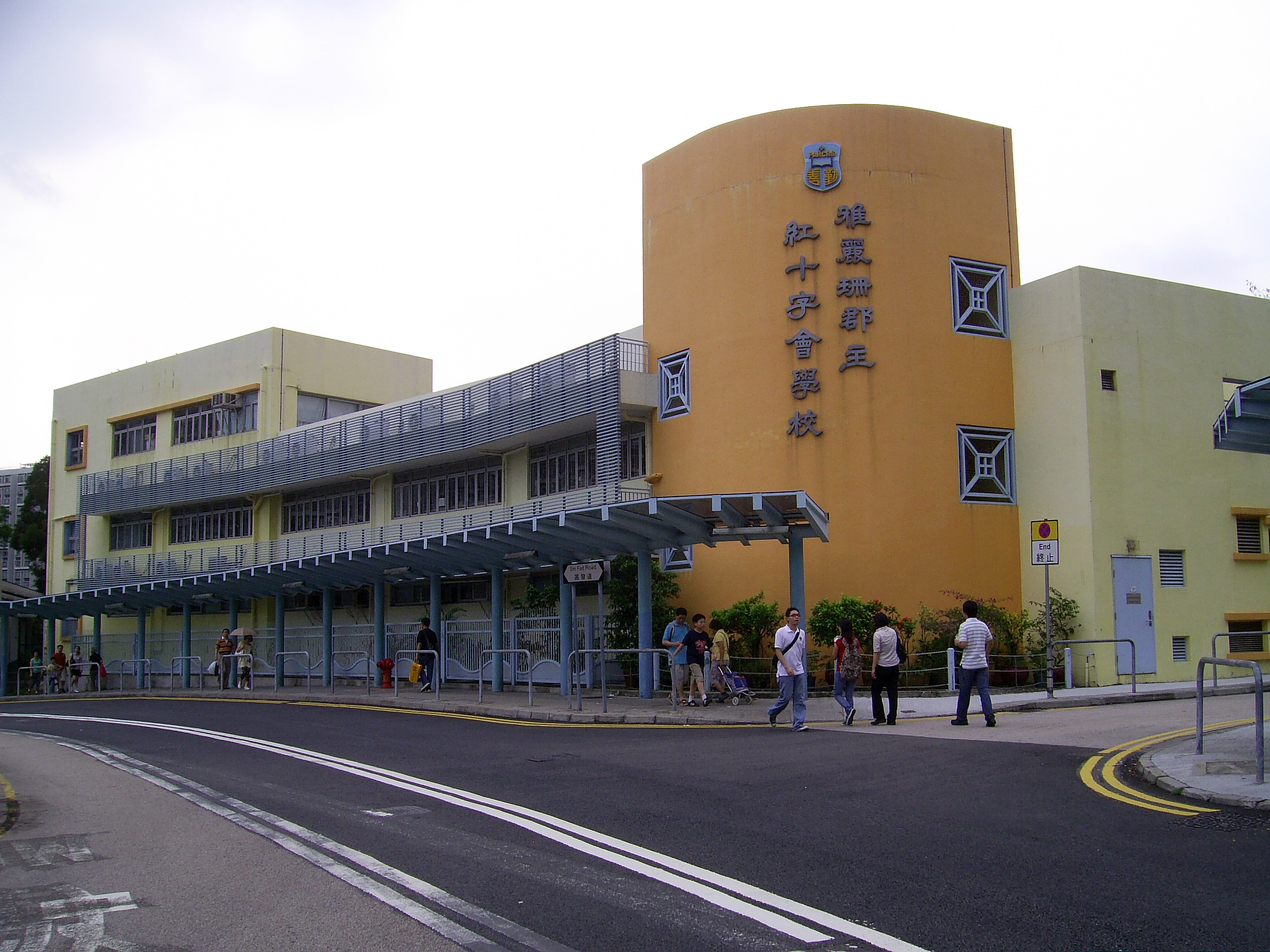
香港紅十字會雅麗珊郡主學校

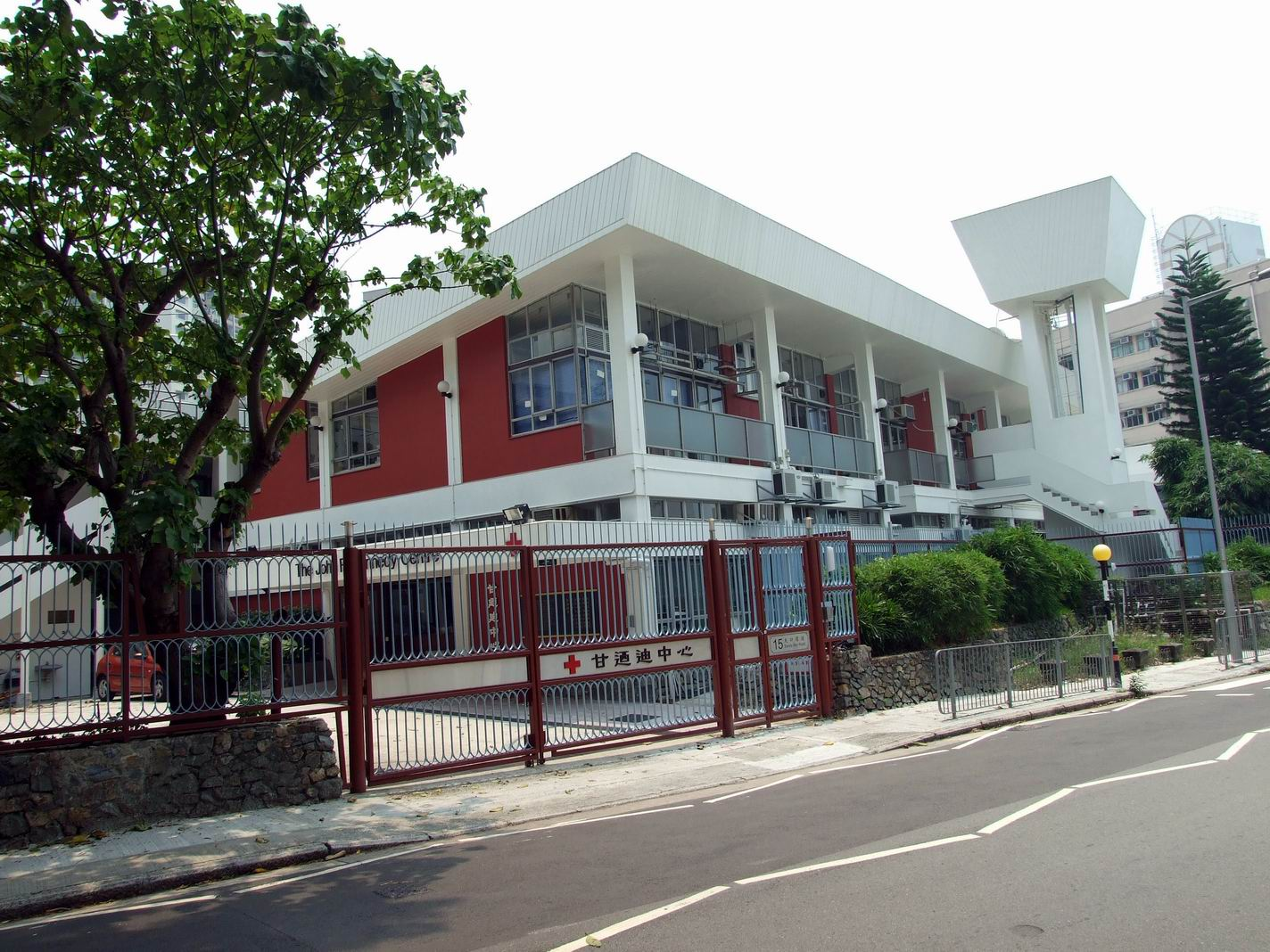
香港紅十字會甘迺迪中心

香港紅十字會在1954年率先創立位於荔枝角醫院的香港首間醫院學校，亦創下了國際紅十字會辦學的先例。
醫院學校
香港紅十字會醫院學校轄下共有25間服務單位，附設於全港20間醫院內，大部份來自各醫院兒科病房，亦設有精神科班，讓患有精神科疾病未能入學的兒童有機會接受教育
。
- 港島區
  - 東區尤德夫人那打素醫院紅十字會學校
  - 根德公爵夫人兒童醫院紅十字會學校
  - 瑪麗醫院紅十字會學校
  - 瑪麗醫院紅十字會學校（精神科）
  - 贊育醫院紅十字會學校（精神科）
- 九龍區
  - 九龍醫院紅十字會學校
  - 伊利沙伯醫院紅十字會學校
  - 明愛醫院紅十字會學校
  - 油麻地兒童精神科中心紅十字會學校（精神科）
  - 基督教聯合醫院紅十字會學校
  - 基督教聯合醫院紅十字會學校（精神科）
  - 瑪嘉烈醫院紅十字會學校
  - 廣華醫院紅十字會學校
  - 香港兒童醫院紅十字會學校
- 新界區
  - 仁濟醫院紅十字會學校
  - 屯門醫院紅十字會學校
  - 屯門醫院紅十字會學校（精神科）
  - 北區醫院紅十字會學校
  - 威爾斯親王醫院紅十字會學校
  - 將軍澳醫院紅十字會學校
  - 雅麗氏何妙齡那打素醫院紅十字會學校
  - 雅麗氏何妙齡那打素醫院紅十字會學校（精神科）
  - 葵涌醫院紅十字會學校(精神科)
  - 青山醫院紅十字會學校(精神科)
- 家居教學，為在家休養的病童提供教學服務

特殊學校
香港紅十字會於1960年代開始先後開辦4所為身體弱能的學生而設的特殊學校，「慈雲山紅十字會學校」於1989年因慈雲山區重建而與「雅麗珊郡主紅十字會學校」合併。
- 香港紅十字會甘迺迪中心（香港大口環道15 - 17號），於1967年建立。
- 香港紅十字會瑪嘉烈戴麟趾學校（九龍黃大仙牛池灣平定道東10號），1973年在大口環成立，於2004年遷往牛池灣。
- 香港紅十字會雅麗珊郡主學校（九龍觀塘復康徑8 - 9號），於1962年落成啟用，是全港首間身體弱能兒童學校。

### 復康服務
香港紅十字會順利宿舍位於觀塘順利邨，於1981年成立，前身是1968年在慈雲山開辦的「傷殘青年宿舍」。
順利宿舍的服務對象為15歲或以上的中度智障人士，提供16個女性宿位和22個男性宿位。服務費用按照社會福利署所釐訂的準則收取。申請住宿者需經社工轉介往社會福利署作登記。
順利宿舍提供住宿及膳食服務、生活技能和工作訓練、個人及小組輔導、義工服務、康樂及社交活動，和家長工作。

### 人道教育
香港紅十字會舉辦多個倡導普世人道精神的活動，如「中學生最關心的人道新聞選舉」、「戰火人間」模擬戰爭體驗活動及「紅手日」關注童兵活動等；主辦「香港人道年獎」，表揚社會上發揮人道精神的人士，同時藉著得獎者身體力行的經歷，鼓勵更多人投身人道工作；並與紅十字國際委員會合辦紅十字國際人道法模擬法庭，讓法律學生參與，提升學生關注國際人道議題，加強他們認識國際人道法，並從多角度探索人道法則的實際應用。

### 社區關懷服務部
香港紅十字會社區關懷服務部於2013年成立，提供院友關懷服務、家居院友關懷服務、輔助行動器材租借服務及各項社區支援計劃。
「健康自家管」長者慢性病管理服務
香港紅十字會於2014年推出「健康自家管」長者慢性病管理服務。為讓患有糖尿病和高血壓，並因身體健康情況，未能前往醫院或護理中心學習的長者，提供為期一年的「到戶式」服務，讓職員或護理人員上門先作評估、制定服務計劃，並由義工到戶跟進、教導及鼓勵長者自我管理疾病，以提升他們管理慢性病的能力、並增強面對慢性病的正面態度及協助他們建立社區支援網絡。
心理支援服務
香港紅十字會為受到本地或海外災難及危急事故影響的香港群眾提供即時心理支援服務，減低事件引發的初期情緒及壓力，並提升他們對事件的適應及應對能力。
視乎災難或危急事故之性質，以及受影響人士之情況，心理支援服務可透過以下方式提供：
- 個人或小組心理急救
- 心理教育
- 熱線心理支援
- 其他（例如外展支援）

2014年9月29日香港紅十字會與香港心理學會臨床心理學組屬下的危急事故小組，因應在香港發生的政改佔中示威事件，啟動 「心理支援服務熱線」，電話號碼為: 2507-7050。市民若因此事件引致情緒上感到不安、或發覺有心理不適的狀況，可致電尋求協助。由香港紅十字會心理支援服務義工及香港心理學會專業臨床心理學家接聽，為來電者提供情緒支援服務。所有義工均已接受「心理急救」的訓練。
尋人服務
香港紅十字會自1951年開始為有需要人士尋找因天災或戰禍而失去聯絡的親屬，透過國際紅十字及紅新月運動的尋人網絡、大眾傳媒、政府部門、公營及私營機構進行尋查工作，協助離散家庭團聚。

## 獎項
為鼓勵及嘉許義工的服務，香港紅十字會設有各級獎章及獎狀，其中以襟綬形式頒發的包括：
| 中文名稱         | 英文名稱                                  | 勳帶 |
| ---------------- | ----------------------------------------- | ---- |
| 優異服務榮譽獎章 | Badge of Honour for Distinguished Service |      |
| 熱心服務榮譽獎章 | Badge of Honour for Devoted Service       |      |
| 志願服務獎章     | Voluntary Service Medal                   |      |

## 募捐計劃
紅十字之友
紅十字之友於二零零九年七月成立，是香港紅十字會一個每月捐款計劃，支持香港紅十字會各項人道救援工作。每年均會舉辦一系列的前線服務或活動，讓捐款者以及親友有機會透過親身參與，進一步了解紅十字會的宗旨及人道服務。目前，已有逾40,000位捐款者。
「小紅星」獎勵計劃
香港紅十字會自2013年8月推出「小紅星」獎勵計劃，對象為0-14歲的小朋友，鼓勵小朋友從小培養助人行善的良好習慣。家長捐款滿港幣$180，即可讓一位小朋友加入成為「小紅星」會員，可參與該年度各項親子活動及義工服務。計劃籌得的善款，將用作支持香港紅十字會各項人道救援工作，包括本地賑災及尋人服務、青年及義工事務、特殊教育、醫護、復康及輸血服務等。
Red Square網上籌款平台
Red Square是香港紅十字會的網上平台，可以按自己想支持的人道服務，建立自己的「籌款專頁」，然後邀請親友在專頁內捐款。現時募捐的服務項目包括「為身體弱能學童提供音樂治療及訓練」、「醫療緊急應變組」、「『健康自家管』長者慢性病管理服務」、「與氣候有關的危難事件」及「一般捐款」。

### 引用
1. ↑  .   [2020-07-08]. （原始内容存档于2021-03-06）. （页面存档备份，存于）
2. ↑  .   [2020-07-08]. （原始内容存档于2021-03-06）. （页面存档备份，存于）
3. ↑  .   [2020-07-08]. （原始内容存档于2021-03-06）. （页面存档备份，存于）
4. 1 2  .   [2020-07-08]. （原始内容存档于2021-03-06）. （页面存档备份，存于）
5. ↑  .   [2020-07-08]. （原始内容存档于2021-01-26）. （页面存档备份，存于）
6. ↑  .   [2020-07-08]. （原始内容存档于2021-03-06）. （页面存档备份，存于）
7. ↑  . www.elegislation.gov.hk.   [2018-05-10]. （原始内容存档于2021-12-24）. （页面存档备份，存于）
8. 1 2  呂大樂. . 香港: 香港大學出版社. 2000: 72.
9. ↑  International Committee of the Red Cross (ICRC). .   [2020-06-27]. （原始内容存档于2021-03-06）. （页面存档备份，存于）
10. ↑  .   [2017-03-18]. （原始内容存档于2021-12-24）. （页面存档备份，存于）
11. ↑  Centre for Civil Society and Governance, the University of Hong Kong. . Hong Kong. 2016  [2020-06-27]. （原始内容存档于2020-08-01）. （页面存档备份，存于）
12. ↑  中國紅十字會.  (PDF).   [2020-06-27]. （原始内容存档 (PDF)于2021-03-06）. （页面存档备份，存于）
13. ↑  立法會. . 內 務 委 員 會 ( 文件 ) 1999年9月24日.   [2020-06-27]. （原始内容存档于2021-03-06）. （页面存档备份，存于）
14. ↑  立法會.  (PDF).   [2020-06-27]. （原始内容存档 (PDF)于2019-10-30）. （页面存档备份，存于）
15. ↑  . www.elegislation.gov.hk.   [2018-05-10]. （原始内容存档于2021-12-24）. （页面存档备份，存于）
16. ↑  .   [2020-07-08]. （原始内容存档于2020-12-10）. （页面存档备份，存于）
17. ↑  黃靜. . 2020年6月28日  [2020-06-30]. （原始内容存档于2021-04-19）. （页面存档备份，存于）
18. ↑  Dale., Lü,; 呂大樂. . Xianggang: Xianggang da xue chu ban she https://www.worldcat.org/oclc/47704730. 2000. ISBN 9622095283. OCLC 47704730. 缺少或|title=为空 (帮助)山上之城，第11頁
19. ↑  呂大樂. . 香港: 香港大學出版社. 2000.
20. ↑  呂大樂. . 香港: 香港大學出版社. 2000: 27–29.
21. ↑  呂大樂. . 香港: 香港大學出版社. 2000: 37–39.
22. ↑  . 香港紅十字會. 2012: 33  [2020-06-27]. （原始内容存档于2021-03-06）. （页面存档备份，存于）
23. ↑  呂大樂. . 香港: 香港大學出版社. 2000: 51.
24. ↑  食物及衞生局 醫院管理局.  (PDF). 立法會.   [2020-06-27]. （原始内容存档 (PDF)于2020-12-09）. （页面存档备份，存于）
25. ↑  食物及衛生局.  (PDF). 立法會. 香港特別行政局政府總部食物及衛生局.   [2020-06-27]. （原始内容存档 (PDF)于2020-12-08）. （页面存档备份，存于）
26. ↑  香港紅十字會. .   [2020-07-18]. （原始内容存档于2020-12-07）. （页面存档备份，存于）
27. ↑  醫院管理局. . 醫院管理局. 醫院管理局.   [2023-01-03]. （原始内容存档于2020-12-12）. （页面存档备份，存于）
28. 1 2  .   [2020-06-28]. （原始内容存档于2021-03-06）. （页面存档备份，存于）
29. ↑  . 香港紅十字會. 2012: 18  [2020-06-27]. （原始内容存档于2021-03-06）. （页面存档备份，存于）
30. ↑  香港特別行政區食物及衛生局.  (PDF). 立法會.   [2020-06-27]. （原始内容存档 (PDF)于2020-12-08）. （页面存档备份，存于）
31. ↑  醫院管理局. . 醫院管理局.   [2020-06-28]. （原始内容存档于2021-03-06）. （页面存档备份，存于）
32. ↑  立法會.  (PDF). 立法會. 立法會: 7–8.   [2020-06-27]. （原始内容存档 (PDF)于2020-12-07）. （页面存档备份，存于）
33. ↑  醫院管理局.  (PDF). 醫院管理局. : 201  [2020-06-28]. （原始内容存档 (PDF)于2022-04-01）. （页面存档备份，存于）
34. ↑  香港紅十字會. .   [2020-07-18]. （原始内容存档于2021-03-06）. （页面存档备份，存于）
35. ↑  香港紅十字會. . 香港紅十字會.   [2020-06-28]. （原始内容存档于2021-03-06）. （页面存档备份，存于）
36. ↑  香港01. . 香港01.   [2020-07-12]. （原始内容存档于2020-12-07）. （页面存档备份，存于）
37. ↑  香港紅十字會. .   [2020-06-27]. （原始内容存档于2021-03-06）. （页面存档备份，存于）
38. ↑  .   [2018-05-25]. （原始内容存档于2018-05-25）. （页面存档备份，存于）
39. ↑  香港紅十字會. .   [2020-06-27]. （原始内容存档于2020-12-07）. （页面存档备份，存于）
40. ↑  香港紅十字會. . 2018: 第4頁  [2020-06-30]. （原始内容存档于2020-12-07）. （页面存档备份，存于）
41. ↑  香港紅十字會. . 2015: 第7頁  [2020-06-30]. （原始内容存档于2021-03-06）. （页面存档备份，存于）
42. ↑  香港紅十字會. . 2018: 第67頁  [2020-06-30]. （原始内容存档于2020-12-07）. （页面存档备份，存于）
43. ↑  .   [2014-09-30]. （原始内容存档于2014-10-06）. （页面存档备份，存于）
44. ↑  .   [2005-12-14]. （原始内容存档于2011-11-08）. （页面存档备份，存于）
45. ↑  . web.redcross.org.hk.   [2018-05-10]. （原始内容存档于2018-05-10）. （页面存档备份，存于）
46. ↑  . www.redcross.org.hk.   [2018-05-10]. （原始内容存档于2018-06-14）. （页面存档备份，存于）
47. ↑  . www.redcross.org.hk.   [2018-05-10]. （原始内容存档于2021-03-06）. （页面存档备份，存于）
48. ↑  . www.redcross.org.hk.   [2018-05-10]. （原始内容存档于2014-10-06）. （页面存档备份，存于）
49. ↑  . web3.redcross.org.hk.   [2018-05-10]. （原始内容存档于2018-10-21）. （页面存档备份，存于）
50. ↑  . web.redcross.org.hk.   [2018-05-10]. （原始内容存档于2020-06-25）. （页面存档备份，存于）
51. ↑  .   [2018-05-10]. （原始内容存档于2020-06-08）. （页面存档备份，存于）

## 外部連結
- 香港紅十字會
- 香港紅十字會青年及義工事務部
- 香港紅十字會輸血服務中心 （页面存档备份，存于）